# 玉珠峰
玉珠峰（ぎょくじゅほう、中国語: 玉珠峰、英語: Yuzhu Peak）は、中華人民共和国青海省にある山である。崑崙山脈の東部に属しており、海抜は6,178 mである 。
青蔵公路や青蔵鉄道からもその氷河と共によく見える山で、比較的アクセスしやすい山としても知られている  。